# Зерноїд масковий

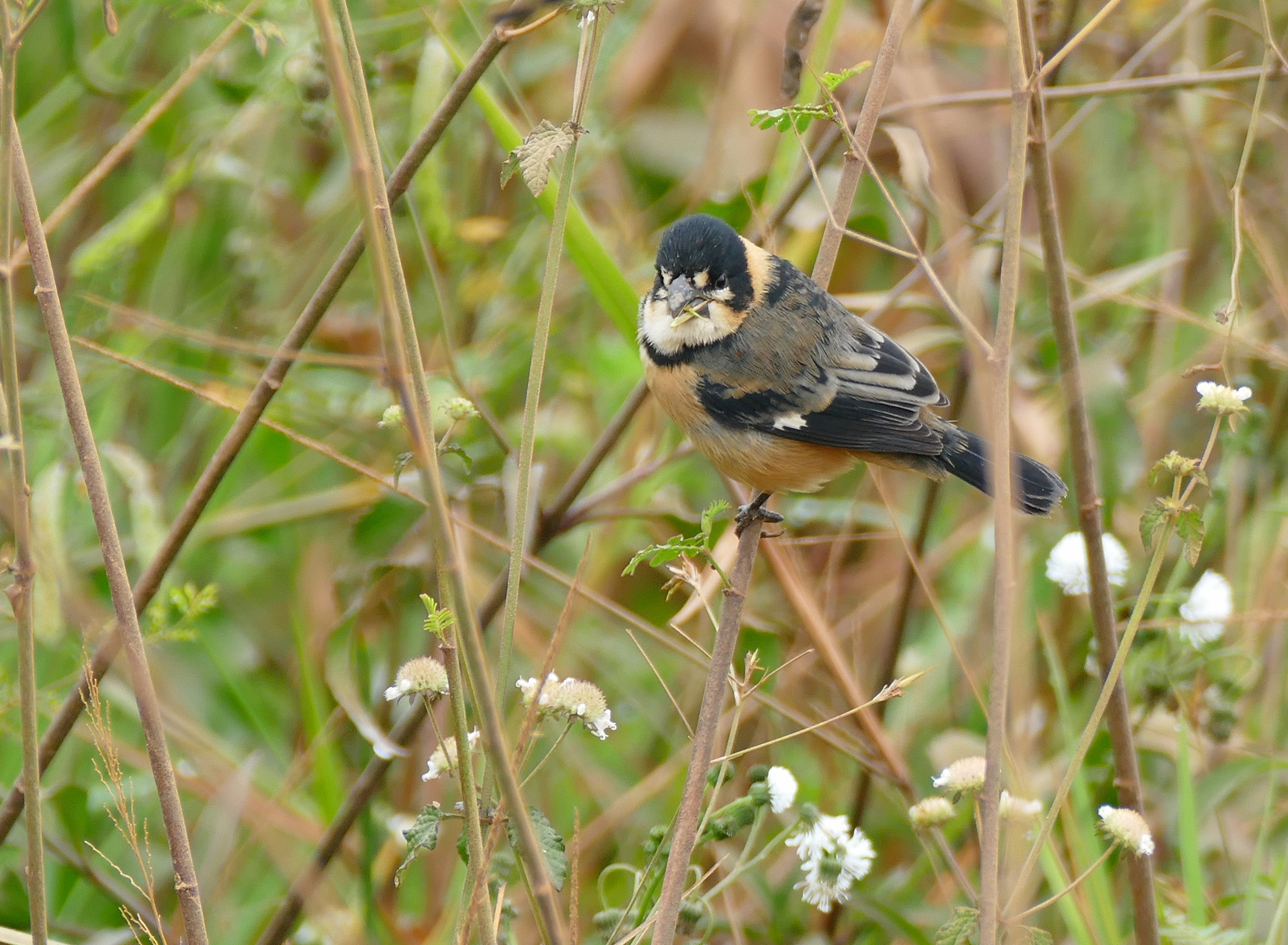
Самець маскового зерноїда

Зерноїд масковий (Sporophila collaris) — вид горобцеподібних птахів родини саякових (Thraupidae). Мешкає в Південній Америці.

## Опис
Довжина птаха становить 10-12 см, вага 7,5-14 г. Виду притаманний статевий диморфізм. У самців голова чорна. Обличчя чорно-біле, на щоках білі плями, горло біле. Шия біла, на шиї чорний "комірець". Верхня частина тіла і крила чорнуваті, края крил темно-сірі, на крилах є невеликі білі "дзеркальця". Нижня частина тіла охриста. Дзьоб чорнувато-сірий, лапи сірі. У самиць і молодих птахів забарвлення переважно коричневе, знизу світліше, чорно-білі плями на обличчі відсутні, "комірец" відсутній. Голова і спина оливково-коричневі, горло білувате, крила чорнуваті з сірими краями, надхвістя рудувате. Дзьоб темно-сірий, лапи сірі.

## Таксономія
Масковий зерноїд був описаний французьким натуралістом Жоржем-Луї Леклерком де Бюффоном в 1775 році в праці «Histoire Naturelle des Oiseaux». Біномінальну назву птах отримав в 1783 році, коли нідерландський натураліст Пітер Боддерт класифікував його під назвою Loxia collaris у своїй праці Planches Enluminées. Бюффон помилково вважав, що птах походив з Анголи. Пізніше, у 1904 році німецький орнітолог Карл Едуард Геллмайр виправив типове місцезнаходження птаха на Ріо-де-Жанейро в Бразилії.

## Підвиди
Виділяють три підвиди:
- S. c. ochrascens Hellmayr, 1904 — від східної Болівії (Бені) до західної Бразилії (північ Мату-Гросу, захід Сан-Паулу);
- S. c. collaris (Boddaert, 1783) — східна Бразилія (південний Гояс, Мінас-Жерайс, Еспіріту-Санту і Ріо-де-Жанейро);
- S. c. melanocephala (Vieillot, 1817) — від Парагваю до південно-західної Бразилії (південний захід Мату-Гросу), Уругваю і північної Аргентини.

## Поширення і екологія
Маскові зерноїди мешкають в Бразилії, Болівії, Парагваї, Уругваї і Аргентині. Вони живуть на луках, зокрема на заплавних, на болотах та на інших водно-болотних угіддях. Зустрічаються парами, рідше невеликими зграйками, на висоті до 800 м над рівнем моря. Живляться насінням, зокрема насінням смикавця Cyperus giganteus, а також комахами. Гніздо чашоподібне, робиться з корінців, листя і трави, розміщується в чагарниках або на дереві, переважно на висоті від 1,5 до 2 м над землею. В кладці від 3 до 5 сіруватих яєць, поцяткованих коричневими плямками. Інкубаційний період триває 12-14 днів, пташенята покидають гніздо через 9-12 днів після вилуплення. Насиджує лише самиця, за пташенятами доглядають і самиці, і самці.